# John Morley
John Morley (Blackburn, 1838. december 24. – London, 1923. szeptember 23.) angol író és politikus. Kezdetben újságíró volt Észak-Angliában. Oxfordban tanult és több évig a Literary Gazette-et szerkesztette, 1867-1882-ben pedig a Fortnightly Review szerkesztője volt; ekkori tanulmányait Critical miscellanies (1871 és 1877) címen kiadta. Írt több monográfiát: Edmund Burke (1867); Voltaire (1871); Rousseau (1876); English men of letters (1879); Life of Richard Cobden (1881); Walpole (1889) stb.
Mint radikális politikus 1880-ban átvette a Pall Mall Gazette szerkesztését, de 1883-ban, amikor képviselőnek választották, lemondott; Gladstone kabinetjében kétszer (1886. és 1892.) volt írországi államtitkár és ezt az állását a Roseberry-minisztériumban is (1894) megtartotta, majd 1880 és 1883 között az újonnan liberális irányultságú Pall Mall Gazette szerkesztője lett. 1883-ban képviselővé választották a Liberális Párt színeiben. 1886-ban és 1892 és 1895 között Írországért felelős államtitkár, 1905 és 1910 között, majd 1911-ben Indiaügyi államtitkár, 1910 és 1914 között pedig Lord President of the Council volt.
Morley kiváló politikai kommentátor volt, és William Gladstone-nak életrajzírója. Morley leginkább írásairól és arról ismert, hogy a „tizenkilencedik század nagy liberálisai közül az utolsónak számított”. Ellenezte az imperializmust és a második búr háborút. Támogatta az írországi önkormányzatok megalakítását (Home Rule). Az első világháborúba való brit belépés után  (Oroszország szövetségeseként) 1914 augusztusában kilépett a kormányból.

## Élete

### Politikai karrier
1883-ban Morley-t a liberális képviselőjeként választották meg. Newcastle upon Tyne parlamenti képviselője, akit az alsóház képviselőjévé választottak (1895-ig). 1896 és 1908 között Montrose Burghs (Skócia) választókerületét képviselte.
Morley hamarosan a liberális parlamenti frakció vezetőjévé emelkedett. 1886 februárjában Gladstone bevitte a kabinetbe, ahol kinevezték Írországért felelős főtitkárnak.  Az 1886-os alsóházi választásokon elszenvedett liberális vereség következtében azonban első mandátuma ebben a kulcsfontosságú pozícióban mindössze hat hónappal később véget ért.

### Írországért felelős főtitkár
Amikor az 1892-es választásokon a liberálisok visszatértek a kormányba, Morley-t ismét megbízták az Írországért felelős titkár posztjával. Gladstone bizalmasaként a  Gladstone mérsékelt Home Rule politikáját képviselte, azaz Írország autonómiáját a Nagy-Britannia és Írország Egyesült Királyságan belül. Morley viszont tárgyalásokat folytatott Charles Stewart Parnell-el, hogy biztosítsa az ír képviselők támogatását a liberális kormány számára a brit parlamentben. A sok ír között szerzett hírneve előnyt jelentett számára az 1892-es alsóházi választásokon a többségi munkásosztályhoz tartozó Newcastle upon Tyne-i választókerületében. Bár Morley  liberális  meggyőződése miatt ellenezte a nyolcórás munkanap bevezetését, az ír munkások szavazatainak köszönhetően újraválasztották.
Amikor 1902-ben VII. Eduárd király a Order of Merit érdemrendet adományozta, Morley az elsők között volt, akiknek átadta a kitüntetést. Ugyanebben az évben beválasztották az Amerikai Művészeti és Tudományos Akadémia, valamint a Brit Akadémia tagjai közé.

### Indiai ügyek államtitkára
Henry Campbell-Bannerman kabinetjében (1905-1908) Morley volt indiai ügyek államtitkára. Először két indiait nevezett ki a számára kijelölt Indiai Tanács tagjává. Gopal Krishna Gokhale-lal, az Indiai Nemzeti Kongresszus vezetőjével tárgyalt az indiai nemzeti mozgalom követeléseiről, és lépéseket tett a gyarmat közigazgatásának további decentralizálására. Amikor Campbell-Bannerman 1908-ban lemondott, és Herbert Henry Asquith követte őt a miniszterelnöki poszton, Morley-t megerősítette pozíciójában. Ő készítette elő az  1909-es Indian Councils Act-ot (1909, közismert nevén a Morley-Minto Reformok) alkotmányos törvényhez, amely megalapozta az indiaiak részvételét Brit India kormányzásában.

### Lord President of the Council elnöke
1908-ban John Morley-t a „Blackburn-i Morley vikomt” címmel emelték a nemesi rangra. Az ezzel járó kitüntetésen kívül Asquith gyakorlati célja az volt, hogy Morley-t mentesítse az alsóházi tagság időigényes kötelezettségei alól.
1910-ben Morley-t kinevezték Lord President of the Council (Királyi Titkos Tanács) elnökének. 1911-ben Morley jelentős szerepet játszott abban, hogy a Parlamenti törvény átmenjen a Lordok Házán. Ezzel a sokáig vitatott törvénnyel a Lordok Háza, egy önhatalmi aktus keretében, beleegyezett abba, hogy az alsóház által javasolt törvényjavaslatokkal szembeni vétójogát megszüntesse, ezzel megerősítve az alsóházat mint tényleges törvényhozót.
Amikor Nagy-Britannia 1914. augusztus 5-én hadat üzentt Németországnak, Morley lemondott a Lord President of the Council elnöki tisztéről, akárcsak egy másik miniszter, John Elliot Burns. Morley a kabinetben következetesen ellenezte, hogy Nagy-Britannia szövetséget kössön Franciaországgal, és ezzel bátorítsa a francia revansizmust. Lemondásának okait unokaöccse, Guy Morley 1928-ban, nagybátyja halála után kiadott Memorandum on Resignation (Memorandum a lemondásról) című írásában fejtette ki, amely szenzációt keltett.
Nyugdíjas éveit a Wimbledon-ban lévő villájában töltötte. 1894-től 1921-ig a British Museum vagyonkezelője és – halála előtt hat hónappal – a Manchesteri Egyetem kancellárja volt.
Lord Morley-t a Golders Green-i krematóriumban hamvasztották el, hamvait a londoni Putney Vale temetőben temették el. Rose Aylinggel 1870-ben kötött házassága gyermektelen maradt, és halálával a „Blackburn-i Morley vikomt” cím elévült.

## Művei

### Biográfiák
- Edmund Burke. A historical study. Macmillan, London 1867.
- Voltaire. Chapman and Hall, London 1871.
- Rousseau. 2 Bände. Chapman and Hall, London 1873.
- Diderot and the Encyclopaedists. Chapman and Hall, London 1878.
- The Life of Richard Cobden. 2 Bände. Chapman & Hall, London 1881.
- Walpole. Macmillan, London 1889.
- Oliver Cromwell. Macmillan, London 1900.
- The Life of William Ewart Gladstone. 3 Bände. Macmillan, London 1903.

### Egyéb írások
- Critical Miscellanies. Chapman and Hall, London. In 3 Bänden zwischen 1871 und 1886. <Essays zu Literatur, Tagesereignissen, Politik, Philosophie und Geschichte>
- The Struggle for National Education. Chapman & Hall, London 1873.
- On Compromise. Chapman & Hall, London 1874. Deutsche Ausgabe: Überzeugungstreue. Carl Rümpler, Hannover 1879.
- Aphorisms. An address delivered before the Edinburgh Philosophical Institution. Macmillan, London 1887.
- Studies in Literature. Macmillan, London 1891.
- Literary essays. Humphreys, London 1906.
- Notes on Politics and History. Macmillan, London 1913.
- Recollections. 2 Bände. Macmillan, London 1917.

## Magyarul
- Tanulmányok. Carlyle, Robespierre, Macaulay, Joseph de Maistre, Anglia terjeszkedése; ford. Tarnai János; Akadémia, Bp., 1916 (A Magyar Tudományos Akadémia Könyvkiadó Vállalata-sorozat)

## Fordítás
- Ez a szócikk részben vagy egészben  a   John Morley című német Wikipédia-szócikk ezen változatának fordításán alapul.  Az eredeti cikk szerkesztőit annak laptörténete sorolja fel. Ez a jelzés csupán a megfogalmazás eredetét és a szerzői jogokat jelzi, nem szolgál a cikkben szereplő információk forrásmegjelöléseként.